# Earl Simon
Earl Simon, född 9 oktober 2014, är en fransk varmblodig travhäst som tränas av Jarmo Niskanen och körs av Franck Ouvrie.
Earl Simon började tävla i november 2016 och inledde med fem raka segrar. Han har till juli 2022 sprungit in 1 miljon euro på 41 starter, varav 21 segrar, 6 andraplatser och 8 tredjeplatser. Karriärens hittills största seger har kommit i Kymi Grand Prix (2022).
Earl Simon har även segrat i Prix du Louvre (2018), Prix Raymond Fouard (2018), Prix Gaston Brunet (2018), Prix Octave Douesnel (2018) och Prix des Ducs de Normandie (2020). Han har kommit på andraplats i Prix Phaeton (2018), Prix Marcel Laurent (2018) och Grand Critérium de Vitesse (2020). Samt på tredjeplats i Prix Jules Thibault (2018), Critérium Continental (2018), Prix de Paris (2020) och Prix du Luxembourg (2020).
I 2018 års Grand Prix l'UET vann han ett av uttagningaloppen på Vincennesbanan i Paris, i finalen slutade han på tredjeplats bakom vinnande Villiam och tvåan Mellby Free.